# Nissan Motors Football Club 1986-1987
Questa voce raccoglie le informazioni riguardanti il Nissan Motors Football Club nelle competizioni ufficiali della stagione 1986-1987.

## Stagione
Nel corso del precampionato il Nissan Motors divenne una delle prime squadre giapponesi a tesserare giocatori professionisti, grazie all'autorizzazione rilasciata dalla Japan Soccer League in merito all'iscrizione di Kazushi Kimura. Sconfitto in finale di Japan Soccer League Cup dai campioni in carica del Furukawa Electric. il Nissan Motors oscillò nelle posizioni medio-alte del campionato concludendo al quinto posto, mentre in Coppa dell'Imperatore fu eliminata in semifinale dallo Yomiuri

## Maglie e sponsor
Le magliette, prodotte dall'Adidas, recano sulla parte anteriore una scritta Nissan color oro.
| Manica sinistra · Manica sinistra · Maglietta · Maglietta · Manica destra · Manica destra · Pantaloncini · Calzettoni | Manica sinistra · Maglietta · Manica destra · Pantaloncini · Calzettoni |  |

## Rosa
| N. |                     | Ruolo | Calciatore                |
| -- | ------------------- | ----- | ------------------------- |
| 1  | Giappone (bandiera) | P     | Takashi Yasui             |
| 2  | Giappone (bandiera) | D     | Toru Sano                 |
| 3  | Giappone (bandiera) | D     | Shinji Tanaka             |
| 4  | Giappone (bandiera) | D     | Takeshi Koshida           |
| 5  | Giappone (bandiera) | D     | Shinobu Ikeda             |
| 6  | Giappone (bandiera) | C     | Masaaki Sakaida           |
| 7  | Giappone (bandiera) | A     | Nobutoshi Kaneda          |
| 8  | Brasile (bandiera)  | C     | Ademar Pereira            |
| 9  | Giappone (bandiera) | C     | Hidehiko Shimizu          |
| 10 | Giappone (bandiera) | C     | Kazushi Kimura (capitano) |
| 11 | Giappone (bandiera) | A     | Takeshi Takama            |
| 12 | Giappone (bandiera) | C     | Takashi Mizunuma          |

| N. |                     | Ruolo | Calciatore           |
| -- | ------------------- | ----- | -------------------- |
| 13 | Giappone (bandiera) | D     | Hajime Ishii         |
| 14 | Giappone (bandiera) | D     | Kenji Ōba            |
| 15 | Giappone (bandiera) | D     | Makoto Sugiyama      |
| 16 | Giappone (bandiera) | C     | Kōichi Hashiratani   |
| 17 | Giappone (bandiera) | C     | Yoshiaki Okamoto     |
| 18 | Giappone (bandiera) | A     | Yasuyuki Watanabe    |
| 19 | Giappone (bandiera) | D     | Ekuo Tamura          |
| 20 | Giappone (bandiera) | A     | Koukichi Kimura      |
| 21 | Giappone (bandiera) | P     | Shinya Iwasaki       |
| 22 | Giappone (bandiera) | D     | Tomoharu Odamura     |
| 23 | Giappone (bandiera) | D     | Koichi Hirano        |
| 30 | Giappone (bandiera) | P     | Shigetatsu Matsunaga |

## Statistiche

### Statistiche di squadra
| Competizione          | Punti | Totale | Totale | Totale | Totale | Totale | Totale | DR  |
| Competizione          | Punti | G      | V      | N      | P      | Gf     | Gs     | DR  |
| --------------------- | ----- | ------ | ------ | ------ | ------ | ------ | ------ | --- |
| JSL Division 1        | 24    | 22     | 10     | 4      | 8      | 35     | 24     | +11 |
| JSL Cup               | -     | 5      | 3      | 1      | 1      | 7      | 5      | +2  |
| Coppa dell'Imperatore | -     | 4      | 3      | 1      | 0      | 7      | 1      | +6  |
| Totale                | -     | 31     | 16     | 6      | 9      | 49     | 30     | +19 |